# Yukihiro Mitani
Yukihiro Mitani (Japans: 三谷幸宏 Mitani Yukihiro) (Hokkaido, 22 april 1966) is een voormalig Japans schaatser. Mitani was gespecialiseerd op de sprint afstanden 500 en 1000 meter. Hij won brons op de WK Sprint van 1987.

## Records

### Persoonlijke records
| Afstand      | Tijd     | Datum            | Baan      |
| ------------ | -------- | ---------------- | --------- |
| 500 meter    | 37,04    | 23 januari 1988  | Calgary   |
| 1000 meter   | 1.14,69  | 6 december 1987  | Calgary   |
| 1500 meter   | 1.59,95  | 26 december 1986 | Nikko     |
| 3000 meter   | 4.19,16  | 3 februari 1984  | Karuizawa |
| 5000 meter   | 7.20,37  | 3 maart 1984     | Inzell    |
| 10.000 meter | 15.49,07 | 4 maart 1984     | Inzell    |

### Wereldrecords
| Nr.  | Afstand                   | Tijd    | Datum         | Baan   |
| ---- | ------------------------- | ------- | ------------- | ------ |
| jr1. | 500 meter (junioren)      | 38,12   | 11 maart 1984 | Inzell |
| jr2. | Sprintvierkamp (junioren) | 154,745 | 11 maart 1984 | Inzell |

## Resultaten
| Jaar | Olympische Spelen | WK Sprint | WK Junioren |
| ---- | ----------------- | --------- | ----------- |
| 1983 |                   |           | 11e         |
| 1985 |                   | 11e       |             |
| 1986 |                   | 6e        |             |
| 1987 |                   | Brons     |             |
| 1988 | 23e 1000m         | 11e       |             |
| 1989 |                   | 18e       |             |

### Medaillespiegel
| Kampioenschap     | Goud | Zilver | Brons |
| ----------------- | ---- | ------ | ----- |
| Olympische Spelen | 0    | 0      | 0     |
| WK Sprint         | 0    | 0      | 1     |
| WK Junioren       | 0    | 0      | 0     |